# Extremis (Doctor Who)
Extremis es el sexto episodio de la décima temporada de la serie británica de ciencia ficción Doctor Who. Está escrito por Steven Moffat y fue transmitido el 20 de mayo de 2017, por el canal BBC One. "Extremis" recibió críticas muy positivas de los críticos de televisión, con muchas alabanzas a la actuación de Peter Capaldi y el guion de Steven Moffat, Aunque algunos comentaron sobre la complejidad del guion.
El Vaticano pide al Doctor (Peter Capaldi) que lea el Veritas, un libro cuyos lectores suelen suicidarse después de leerlo. Cuando el Veritas se traduce y se filtra en Internet, el Doctor debe descubrir el oscuro secreto que contiene el libro. Es el primero de los tres episodios conectados llamados "Trilogía de los Monjes".

## Argumento
El Doctor sigue ciego tras los recientes acontecimientos de ("Oxígeno") y lleva sus Gafas de sol sónicas para proporcionarle una visión limitada, parecido a un sonar, al tiempo que oculta su condición de Bill. Él recibe un correo electrónico titulado Extremis que él ve a través de sus gafas.
El Doctor es recibido por el Papa y los miembros de la Santa Sede para ayudaros a lidiar con un texto traducido recientemente llamado Veritas, que hace que sus lectores se suiciden después de ver su contenido. El Doctor lleva a Bill y Nardole a una biblioteca secreta dentro del Vaticano, el Haereticum. Allí encuentran que en una traducción del Veritas ha sido enviado por correo electrónico al CERN. Bill y Nardole descubre un portal que conduce a un concentrador de otros portales, vinculado al CERN y la Casa Blanca, entre otros lugares. Mientras tanto, el Doctor recupera temporalmente su visión utilizando tecnología de los Señores del Tiempo y trata de leer el Veritas, pero se ve obligado a huir por un segundo portal con la traducción cuando los alienígenas, con forma de cadáveres de monjes momificados, aparecen. El Doctor es incapaz de leer el Veritas antes de volver a perder la vista.
Bill y Nardole entrar en el portal que conduce al CERN, encontrando a todos los científicos dispuestos a suicidarse con explosivos. Uno de ellos demuestra que cada vez que les pide un número aleatorio, que, junto con los otros científicos, todos dicen lo mismo. Los dos huyen de vuelta al concentrador de portales. Nardole se da cuenta de que los portales son en realidad proyecciones de ordenador, y cuando sale de las proyecciones, desaparece. Bill, angustiada, sigue un rastro de sangre a través de un portal, encontrándose en el Despacho Oval de la Casa Blanca, donde el Doctor está esperando. El Doctor explica que el Veritas describe un plan "demoniaco" para invadir la Tierra mediante la creación de simulaciones detalladas para evaluar las capacidades de la misma y poder invadirla. Las simulaciones dentro de estos "mundos sombríos" puede descubrir la falsa realidad, ya que sólo puede repetir números pseudo-aleatorios debido a la naturaleza del programa de los Monjes, lo que les empuja a "suicidarse" para escapar de la simulación. El Doctor revela que él, Bill, Nardole y todos los demás son simplemente simulaciones dentro de una simulación. Aparece un Monje y Bill se desintegra de la misma manera que Nardole. El Doctor, consciente de que es una simulación, le dice a los alienígenas que la Tierra estará listo porque él ha estado grabando todo a través de sus gafas sónicas y envía por correo electrónico la grabación, titulada Extremis, a su "yo" del mundo real.
El verdadero Doctor termina Extremis y se vuelve a la Bóveda, que está detrás de él, revelado en un flashbacks que la bóveda sirve para mantener a Missy, a quien él había salvado de la ejecución, pero juró vigilar su cuerpo durante miles de años. A través de las puertas de la bóveda, le pide a Missy su ayuda para combatir la próxima invasión.

### Continuidad
- La presencia de Nardole con el Doctor a lo largo de la décima temporada se explica como una continuación de Los maridos de River Song. River Song le había ordenado a Nardole que evitase que el Doctor tomara medidas extremas después de su muerte (que vemos in extremis).[1] Nardole muestra el diario de Song, que vimos por primera vez con en el Décimo Doctor en  Silencio en la biblioteca/Bosque de los muertos, la última aventura de la Profesora Song.[1][2] Missy alude el 'retiro' del Doctor en Darillium con River (Los maridos de River Song) y le presenta sus condolencias por la muerte de River.[2]

- Es la segunda vez que vemos al Doctor sentado detrás del escritorio del Presidente de los Estados Unidos como ya hizo el Undécimo Doctor en el episodio El astronauta imposible.